# 山之内 (大阪市)
山之内（やまのうち）は、大阪府大阪市住吉区にある町名。現行行政地名は山之内一丁目から山之内五丁目。

## 地理
住吉区の南部に位置し、東は北から南に向かって我孫子と山之内元町と杉本、西に遠里小野、北に南住吉、南に堺市堺区と接している。

## 歴史

### 沿革
1981年（昭和56年）、大阪市住吉区南住吉町1 - 4丁目・遠里小野町1 - 3丁目・山之内町1 - 4丁目・遠里小野町・山之内町・杉本町の各一部より成立。

## 世帯数と人口
2024年（令和6年）9月30日現在の世帯数と人口は以下の通りである。
| 丁目         | 世帯数    | 人口    |
| ------------ | --------- | ------- |
| 山之内一丁目 | 1,511世帯 | 2,657人 |
| 山之内二丁目 | 896世帯   | 1,707人 |
| 山之内三丁目 | 1,415世帯 | 2,346人 |
| 山之内四丁目 | 963世帯   | 1,606人 |
| 山之内五丁目 | 263世帯   | 463人   |
| 計           | 5,048世帯 | 8,779人 |

### 人口の変遷
国勢調査による人口の推移。
| 1995年（平成7年）  | 10,439人 | [ 6 ]  |  |
| 2000年（平成12年） | 9,975人  | [ 7 ]  |  |
| 2005年（平成17年） | 9,210人  | [ 8 ]  |  |
| 2010年（平成22年） | 9,095人  | [ 9 ]  |  |
| 2015年（平成27年） | 8,752人  | [ 10 ] |  |
| 2020年（令和2年）  | 8,683人  | [ 11 ] |  |

### 世帯数の変遷
国勢調査による世帯数の推移。
| 1995年（平成7年）  | 4,571世帯 | [ 6 ]  |  |
| 2000年（平成12年） | 4,694世帯 | [ 7 ]  |  |
| 2005年（平成17年） | 4,331世帯 | [ 8 ]  |  |
| 2010年（平成22年） | 4,450世帯 | [ 9 ]  |  |
| 2015年（平成27年） | 4,147世帯 | [ 10 ] |  |
| 2020年（令和2年）  | 4,650世帯 | [ 11 ] |  |

## 学区
市立小・中学校に通う場合、学区は以下の通りとなる。なお、小学校・中学校入学時に学校選択制度を導入しており、通学区域以外に住吉区の小学校・中学校から選択することも可能。
| 丁目         | 番   | 小学校               | 中学校               |
| ------------ | ---- | -------------------- | -------------------- |
| 山之内一丁目 | 全域 | 大阪市立山之内小学校 | 大阪市立大和川中学校 |
| 山之内二丁目 | 全域 | 大阪市立山之内小学校 | 大阪市立大和川中学校 |
| 山之内三丁目 | 全域 | 大阪市立山之内小学校 | 大阪市立大和川中学校 |
| 山之内四丁目 | 全域 | 大阪市立山之内小学校 | 大阪市立大和川中学校 |
| 山之内五丁目 | 全域 | 大阪市立山之内小学校 | 大阪市立大和川中学校 |

## 事業所
2021年（令和3年）現在の経済センサス調査による事業所数と従業員数は以下の通りである。
| 丁目         | 事業所数  | 従業員数 |
| ------------ | --------- | -------- |
| 山之内一丁目 | 93事業所  | 914人    |
| 山之内二丁目 | 41事業所  | 418人    |
| 山之内三丁目 | 93事業所  | 592人    |
| 山之内四丁目 | 30事業所  | 167人    |
| 山之内五丁目 | 6事業所   | 63人     |
| 計           | 263事業所 | 2,154人  |

## 交通

### バス
2020年4月現在
- 大阪シティバス[15]
  - 64号系統：山之内一丁目
  - 65号系統：山之内一丁目 - 山之内三丁目 - 杉本町駅前 - 山之内四丁目

### 道路
- 大阪府道42号住吉八尾線

## 施設
- 浪速高等学校・中学校
- 大阪市立山之内小学校
- 大阪府立大阪南視覚支援学校
- 住吉山之内三郵便局
- 大阪信用金庫 杉本町支店
- ライフ 住吉山之内店
- 山之内公園
- 山之内北公園
- 山之内中央公園

## その他

### 日本郵便
- 〒558-0023[3]（集配局：住吉郵便局[16]）